# Площадь Свободы (Нови-Сад)
Площадь Свободы — главная городская площадь в Нови-Саде.
Площадь появилась одновременно с самим городом, а на протяжении своего существования неоднократно меняла название. Во времена Австро-Венгрии она называлась Площадь Франца Иосифа, после Первой мировой войны — Площадь Освобождения. Современное название площадь получила после Второй мировой войны.
Некоторое время на ней располагался рынок, сейчас же там находятся церковь Девы Марии, здание магистрата (известное как «Градска кућа»), отель «Воеводина», офис «Банка Воеводины» (бывший «Гранд-отель») и другие здания постройки XIX—XX вв. Площадь является частью пешеходной зоны, которая продолжается на улице Йована Змая.
В настоящее время она является крупнейшей площадью Нови-Сада и местом проведения различных городских мероприятий.